# Formiate de pentyle

Le formiate de pentyle ou méthanoate de pentyle est l'ester de l'acide formique (acide méthanoïque) avec le pentanol et de formule semi-développée HCOO(CH2)4CH3, utilisé comme arôme dans l'industrie alimentaire et la parfumerie.